# Église Saint-Lazare de Larnaca
 (décembre 2023).
Si vous disposez d'ouvrages ou d'articles de référence ou si vous connaissez des sites web de qualité traitant du thème abordé ici, merci de compléter l'article en donnant les références utiles à sa vérifiabilité et en les liant à la section « Notes et références ».
L'église Saint-Lazare de Larnaca, qui date de la fin du IXe siècle, fut construite à l'emplacement du tombeau de Lazare de Béthanie. Une autre tradition que celle qui le fait débarquer aux Saintes-Marie-de la mer après sa résurrection, rapporte qu'il se serait rendu à Chypre, où il fut ordonné évêque par Saint Barnabé et il y aurait exercé son ministère. 

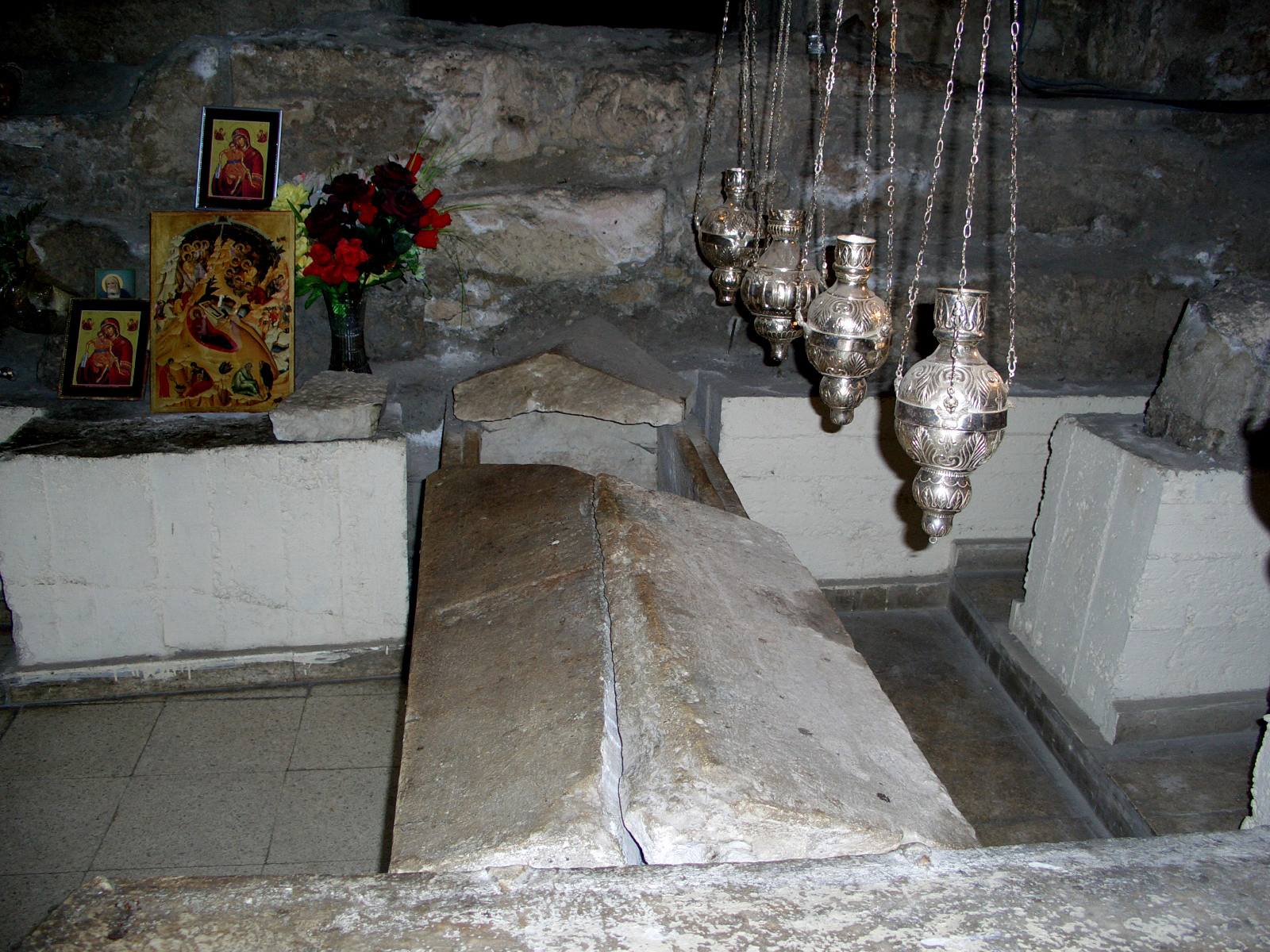
Tombe de Saint Lazare